# Chelonus hofferi
Chelonus hofferi är en stekelart som först beskrevs av Vladimir Ivanovich Tobias och Lozan 2006.  Chelonus hofferi ingår i släktet Chelonus och familjen bracksteklar. Inga underarter finns listade i Catalogue of Life.